# Лінія Мейсона — Діксона

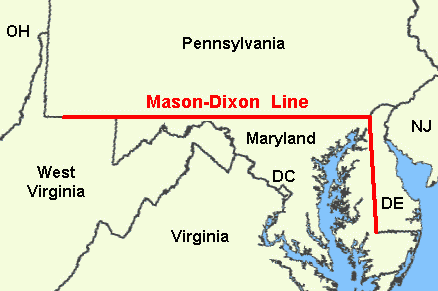
Лінія Мейсона — Діксона (зображена червоним)

Лінія Мейсона — Діксона (англ. Mason–Dixon Line) — демаркаційна лінія, що розділяє чотири штати США: Пенсильванію, Меріленд, Делавер і Західну Вірджинію. Проведена у 1763—1767 роках англійськими землемірами та астрономами Чарльзом Мейсоном (англ. Charles Mason) і Джеремайєю Діксоном (англ. Jeremiah Dixon) для вирішення територіальної суперечки між британськими колоніями в Північній Америці. Лінія чітко визначила межі сучасних американських штатів Пенсільванія, Меріленд, Делавер та Західна Віржінія.

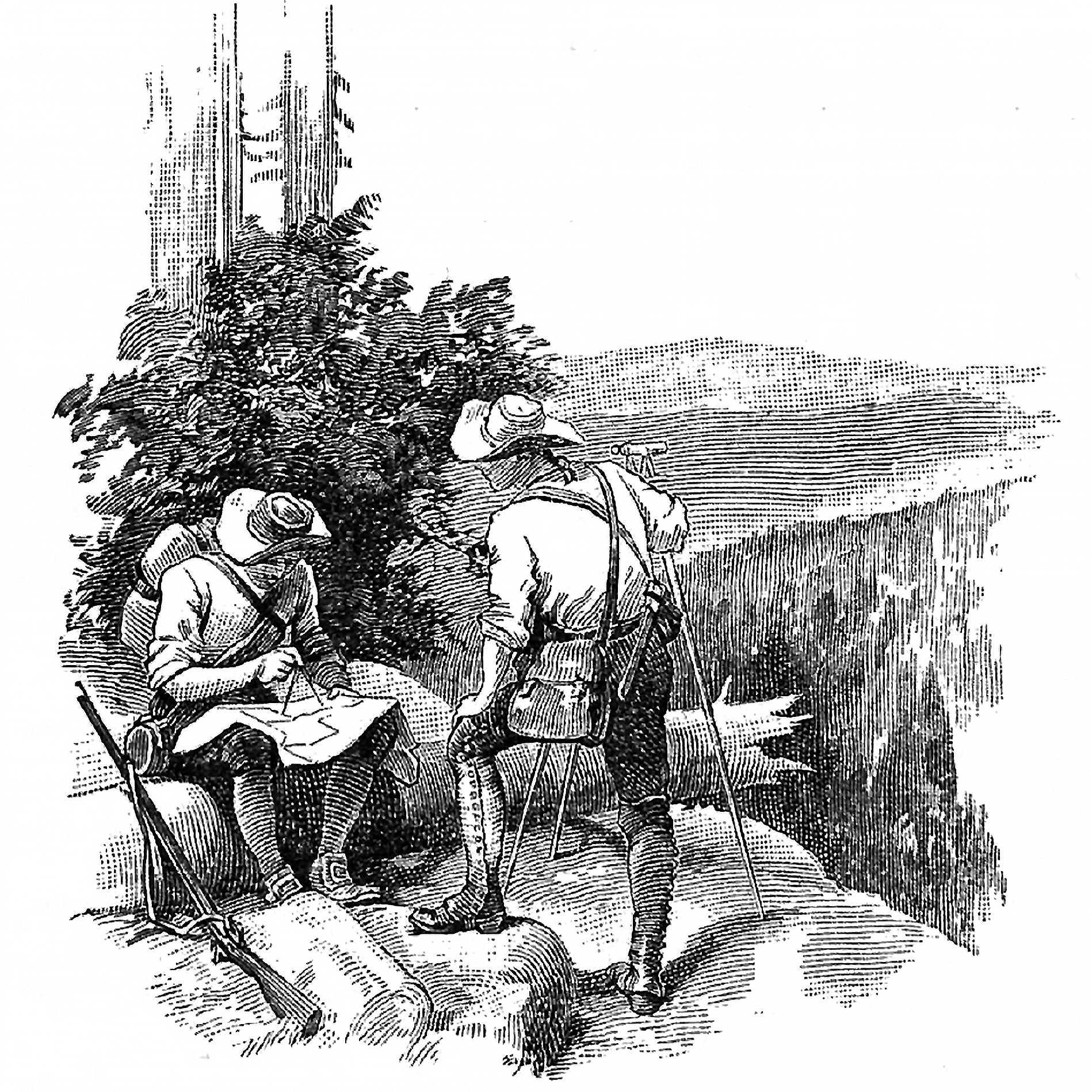
Чарльз Мейсон і Джеремайя Діксон. Ілюстрація 1910 року.

До громадянської війни лінія Мейсона - Діксона служила символічним кордоном між вільними від рабства штатами Півночі та рабовласницькими штатами Півдня. Таке її значення стало помітним під час дебатів навколо Міссурійського компромісу 1820 року, коли проводилися кордони між рабовласницькою та вільною територіями, і знову виникло під час Громадянської війни в США. Конфедеративні Штати Америки претендували на Вірджинію (тепер Західна Вірджинія) як частину свого північного кордону, хоча вони ніколи не здійснювали значущого контролю так далеко на півночі - особливо після того, як Західна Вірджинія відокремилася від Вірджинії і приєдналася до Союзу як окремий штат у 1863 році. 
Більшість лінії проходить із заходу на схід, приблизно по 39°43′20″ пн. ш.
Лінія Мейсона — Діксона і сьогодні використовується в переносному значенні як лінія, що розділяє Північний Схід і Південь Сполучених Штатів у культурному, політичному та соціальному плані.